# Caraka-Saṃhitā

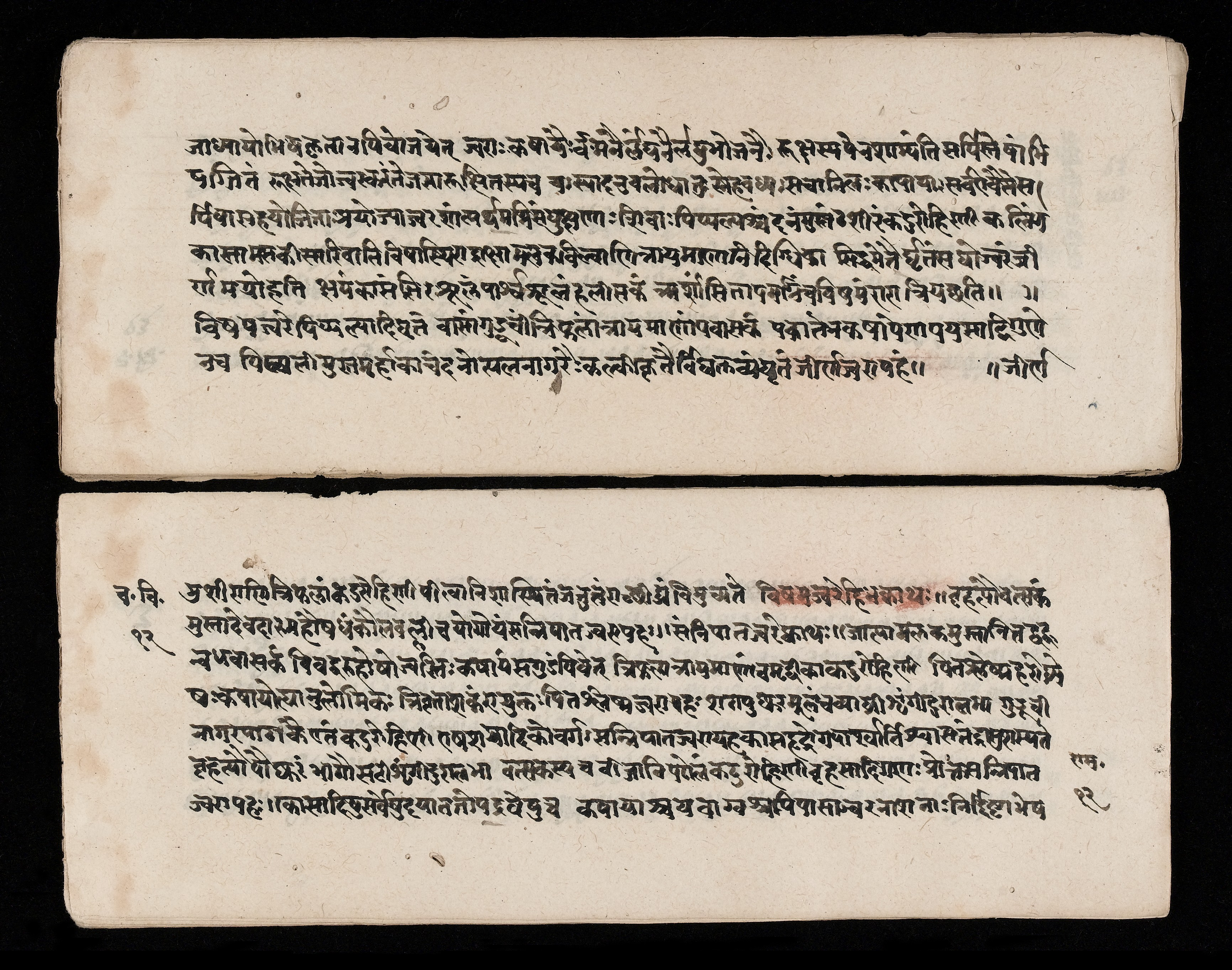
Una sezione del documento

Il Caraka-Saṃhitā (con grafia inglese Charaka Samhita, lett. "Compendio di Caraka") è un testo in sanscrito sull'Ayurveda (Medicina tradizionale indiana). Insieme al Suśruta-Saṃhitā, è uno dei due testi fondanti di questo campo che sono sopravvissuti dall'antica India.
Il testo si basa sul Agniveśa-Saṃhitā, un più antico compendio enciclopedico medico di Agniveśa. Esso fu rivisto da Caraka tra il 100 a. C. e il 200 d. C. e rinominato Caraka-Saṃhitā. Il testo anteriore al secondo secolo d. C. consiste in otto libri e centoventi capitoli. Esso descrive antiche teorie sul corpo umano: eziologia, sintomatologia e terapeutica per una vasta gamma di malattie. Il Caraka-Saṃhitā comprende anche sezioni sull'importanza della dieta, sull'igiene, sulla prevenzione, sull'istruzione medica e su una squadra di un medico, infermiera e paziente necessaria per recuperare la salute.